# Coenolarentia argentiplumbea
Coenolarentia argentiplumbea là một loài bướm đêm trong họ Geometridae.